# کنگرو
کنگرو، روستایی در دهستان رمشک بخش چاه دادخدا شهرستان قلعه‌گنج در استان کرمان ایران است. این روستا، مرکز دهستان رمشک است.

## جمعیت
بر پایه سرشماری عمومی نفوس و مسکن در سال ۱۳۹۵، جمعیت این روستا برابر با ۶۳۲ نفر (۱۵۸ خانوار) بوده است.